# Димитриос Дарварис
Димѝтриос Николау Да̀рварис (на гръцки: Δημήτριος Δάρβαρις; на сръбски: Димитрије Николајевић Дарвар) е гръцки учен, филолог, полиглот, един от най-ярките представители на гръцкото Просвещение.

## Биография
Дарварис е роден в костурското влашко село Клисура (Влахоклисура) в 1757 година, което тогава е в Османската империя, в семейството на богатия търговец Никола Дарварис. Получава начално образование в Клисура. В 1769 година с брат си заминават за Земун, Австрия, при баща им. Учи в Срем и Нови сад при костурчанина Георгиос Леондиос (Леондиу, Леондиадис). След това учи в Земун и в Кралската академия в Будапеща при Калиникос Йоанитис, Манасис Илиадис и Теодосиос Силистряну. Първоначално Дарварис се занимава също с търговия, но постепенно се обръща повече към преподаване и писане. От 1780 до 1783 година учи класическа филология в Будапеща,  Хале и Лайпциг и философия в Хале. Преподава в гръцките училища в Земун (1785 - 1795) и Виена, където се установява с четиримата си братя. Участва в издаването на „Ермис о Логиос“. По езиковия въпрос е на междинни позиции между консерваторите и новаторите.
По модела на неговия „Еклогар“, издаден през 1804 година, е съставен прочутият „Рибен буквар“ на Петър Берон.
Умира в 1823 година.

## Трудове
Автор е на около 35 труда на тема философия, филология и религия, които са публикувани предимно във Виена. По-известните от тях са:
- Γραμματική γερμανική ακριβεστάτη (Виена, 1785)
- Μικρή Κατήχησις, ήτοι Σύντομος Ορθόδοξος Ομολογία της Ανατολικής Εκκλησίας των Γραικών ή Ρωμαίων (Виена, 1791, анонимно)
- Χειραγωγία εις την καλοκαγαθίαν (Виена, 1791, 1802)
- Εισαγωγή εις την ελληνικήν γλώσσαν, περιέχουσα διαφόρους ελληνικούς διαλόγους πάνυ ωφελίμους, εις τρεις εκατονταετηρίδας διηρημένους (Виена, 1802)
- Εκλογάριον γραικικόν εις την χρήσιν των πρωτοπείρων της απλής διαλέκτου (Виена, 1804)
- Μεγάλη Κατήχησις (Виена, 1805, 1835)
- Επιτομή Φυσικής (Виена 1812-1813)
- Χρηστομάθεια απλοελληνική εις χρήσιν της νεολαίας του Γένους (Виена, 1820)